# 东厍村
东厍村是位於中國上海市青浦區练塘鎮西南部的一個村莊，面积3.12平方公里，耕地面积2463.27亩，4个自然村（朱家浜、毛家浜、东河村、厍浜），16个村民小组。东厍村由东团村和厍浜村合并而成。大蒸港途徑該村莊。境內還有练塘鎮唯一的渡口东团渡、野龍果園以及瑞龙桥、上海、金山墳古文化遺址等文物保护单位。东厍村是青浦區級的非物质文化遗产项目匍经的保护传承基地。此外該村還有练塘土布、茭白叶编织等非物质文化遗产技艺。
2023年10月，东厍村的村委会与上海满山乡遇文化旅游有限公司签订合作协议，負責開發东厍村，随后东厍村整村运营联合管理委员会成立。2024年起每年在當地舉辦绣球花节。